# Saint-Imier
Saint-Imier (často také zkracováno na St-Imier) je obec v okrese Bernský Jura v kantonu Bern ve Švýcarsku. Žije zde přibližně 5 100 obyvatel.

## Geografie

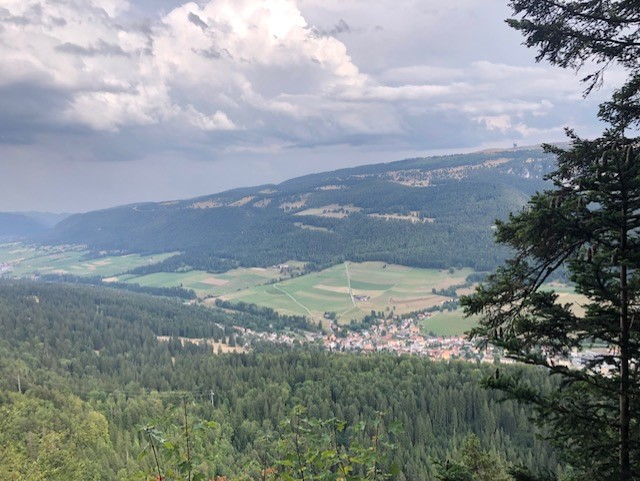
Pohled na Saint-Imier z okolních výšin

Saint-Imier se nachází vzdušnou čarou 15 km severovýchodně od La Chaux-de-Fonds. Obec leží v nadmořské výšce 820 m v centrální části údolí Vallon de Saint-Imier, převážně na levém břehu řeky Suze (německy Schüss). Na severu se území obce o rozloze 20,9 km² rozprostírá za vrcholem Mont Soleil, který s nadmořskou výškou 1289 m tvoří nejvyšší část antiklinály masivu Montagne du Droit, která doprovází celé údolí Vallon de Saint-Imier na jeho severní straně.
Úzkým pruhem zasahuje území obce Saint-Imier severně od Mont Soleil dále dolů do sníženiny La Chaux d’Abel, která geograficky náleží k oblasti Franches-Montagnes. Vykazuje typickou mírně zvlněnou náhorní plošinu Faltenjury, na níž se střídají převážně povrchově bezodtoké sníženiny s vrcholky vápencových kopců. Chráněné rašeliniště Tourbière de la Chaux d’Abel je mimo jiné zapsáno ve federálním seznamu vrchovištních a přechodových rašelinišť národního významu a v seznamu oblastí rozmnožování obojživelníků národního významu. Na jihu zasahuje území obce až k výšinám Les Pontins, kde se rovněž nachází významné rašeliniště, a daleko na jihovýchodě až k severnímu hřebeni masivu Chasseral. Zde, na Cornette, se ve výšce 1490 m n. m. nachází nejvyšší bod Saint-Imier. Pohoří Chasseral je zapsáno na seznamu chráněných krajinných oblastí ve federálním seznamu krajinných oblastí a přírodních památek národního významu (BLN). Po hřebenech Jury se rozprostírají rozsáhlé vysoké pastviny s charakteristickými mohutnými smrky, stojícími jednotlivě nebo ve skupinách. V roce 1997 zaujímala 9 % rozlohy obce zastavěná plocha, 42 % lesy a zalesněné plochy, 48 % zemědělské plochy a méně než 1 % neproduktivní půda.
K Saint-Imier patří osada Sur le Pont (780 m n. m.) na jižním břehu Suze a četné jednotlivé farmy roztroušené po jurských výšinách. Sousedními obcemi Saint-Imier jsou Sonvilier a Villeret v kantonu Bern, Muriaux, Le Noirmont a Les Bois v kantonu Jura a Val-de-Ruz v kantonu Neuchâtel.

## Historie

Letecký pohled (1925)

Název Saint-Imier pochází od svatého Himeria, poustevníka, který přišel z obce Lugnez v oblasti Ajoie a usadil se v údolí řeky Suze kolem roku 600. Na jeho hrobě byla postavena kaple a založen benediktinský klášter. Z osady se brzy stalo poutní místo. První písemná zmínka o místě pochází z roku 884, kdy císař Karel III. daroval opatství Moutier-Grandval cellu sancti Hymerii. Později se objevily názvy Sanctus Ymerius (962) a Sanctus Imerius (1239).
V roce 999 připadlo Saint-Imier basilejskému biskupovi darem burgundského krále Rudolfa III. spolu s Moutier, a stalo se tak součástí basilejského knížecího biskupství. Klášter Saint-Imier byl v první polovině 12. století přeměněn na světskou kanonii. Podléhal biskupství v Lausanne, ale jurisdikci vykonával basilejský biskup až do reformace. V roce 1335 uzavřelo Saint-Imier s městem Biel hradní listinu, která znamenala počátek vlivu Bielu na panství Erguel v údolí Vallon de Saint-Imier. V roce 1530 zavedl Biel reformaci a kapitula byla zrušena.
Během třicetileté války bylo Saint-Imier těžce postiženo. V letech 1797–1815 patřila obec k Francii a zpočátku byla součástí départementu Mont-Terrible, který byl v roce 1800 připojen k départementu Haut-Rhin. Rozhodnutím Vídeňského kongresu připadlo Saint-Imier v roce 1815 kantonu Bern, který jej přiřadil k okresu Courtelary.

### Anarchistické hnutí v Saint-Imier
Saint-Imier má dlouhou tradici jako významné místo anarchistického hnutí v Evropě. V roce 1872 se zde ve dnech 15. a 16. září v sídle Jurské federace uskutečnilo založení Mezinárodní antiautoritářské federace (IFA). Zúčastnili se jí Michail Alexandrovič Bakunin a švýcarský anarchista James Guillaume. Setkání se konalo v hotelu Central. Rozvoj anarchistického hnutí v Jurovi je úzce spjat s hodinářstvím. Zejména hodináři a rytci silně usilovali o nezávislost a svobodu; mnozí z nich byli také velmi vzdělaní.
V roce 1984 bylo v Saint-Imier v těsné blízkosti hotelu Central založeno anarchistické kulturní centrum Espace Noir. V roce 2010 založil Chris Zumbrunn družstevní projekt La Décentrale na Mont Soleil nad Saint-Imier. Má se stát anarchistickým think tankem. V roce 2012 uplynulo 140 let od založení IFA. Proto se kongres IFA v tomto roce konal v hotelu Central. O rok odložený kvůli pandemii covidu-19 se kongres anarchismu Anarchie 2023 konal opět v Saint-Imier v červenci 2023 u příležitosti 151. výročí založení IFA, a to za účasti 4000 účastníků.

## Obyvatelstvo

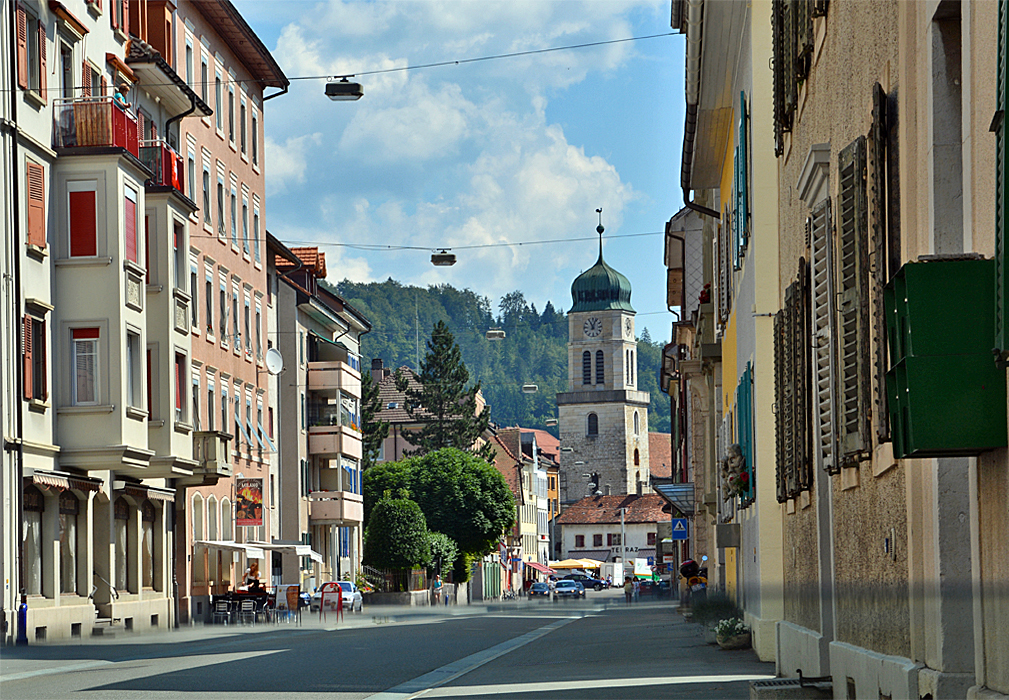
Centrum obce

K 31. prosinci 2022 v obci žilo 5080 obyvatel a byla tak po Moutier druhá největší v Bernském Jurovi. Z celkového počtu obyvatel je 84,2 % francouzsky mluvících, 6,6 % německy mluvících a 3,8 % italsky mluvících (údaj z roku 2000). Nejvyššího počtu obyvatel dosáhlo Saint-Imier již kolem roku 1890, kdy zde žilo přibližně 7600 obyvatel. Hospodářská situace obce se odráží ve vývoji počtu obyvatel v průběhu 20. století. Zvláště velký pokles byl zaznamenán od roku 1910 do roku 1950 a v průběhu 70. let 20. století.
| Vývoj počtu obyvatel | Vývoj počtu obyvatel | Vývoj počtu obyvatel | Vývoj počtu obyvatel | Vývoj počtu obyvatel | Vývoj počtu obyvatel | Vývoj počtu obyvatel | Vývoj počtu obyvatel | Vývoj počtu obyvatel | Vývoj počtu obyvatel | Vývoj počtu obyvatel | Vývoj počtu obyvatel |
| -------------------- | -------------------- | -------------------- | -------------------- | -------------------- | -------------------- | -------------------- | -------------------- | -------------------- | -------------------- | -------------------- | -------------------- |
| Rok                  | 1850                 | 1888                 | 1900                 | 1910                 | 1930                 | 1950                 | 1960                 | 1970                 | 1980                 | 1990                 | 2000                 |
| Počet obyvatel       | 2632                 | 7557                 | 7455                 | 7442                 | 6504                 | 5972                 | 6704                 | 6740                 | 5430                 | 4921                 | 4807                 |

## Hospodářství
Až do konce 18. století bylo pro Saint-Imier charakteristické především zemědělství. Poté se v obci rozvíjelo hodinářství, nejprve částečně v domácích dílnách a malých dílnách, později také v továrnách. V roce 1866 byla založena společnost Compagnie des Montres Longines Francillon SA. V Saint-Imier a jeho okolí vznikly také firmy Breitling, Blancpain, Chopard a TAG Heuer. S hodinářským průmyslem začal rychlý hospodářský rozmach a počet obyvatel vzrostl z 2632 (1856) na 7557 (1888). Saint-Imier se stalo centrem hodinářství v údolí Vallon de Saint-Imier a zažil rozkvět po roce 1880, kdy byly postaveny četné velké průmyslové budovy. V roce 1901 zde byla založena hodinářská škola, dnešní strojírenská škola. Od roku 1970 město silně utrpělo krizí hodinářství. Zanikly stovky pracovních míst a úbytek obyvatelstva se prohloubil. Dnes se obec specializuje na mikromechaniku a výrobu přesných přístrojů. Existují i další pracovní místa ve výrobě hodinkových pouzder. Důležitou roli na výšinách Jury stále hraje také zemědělství, kde převládá chov skotu a mlékárenství se sýrovou specialitou Tête de Moine. Nachází se zde také solární elektrárna na Mont Soleil a větrná elektrárna na Mont Crosin, obě největší svého druhu ve Švýcarsku.

## Doprava

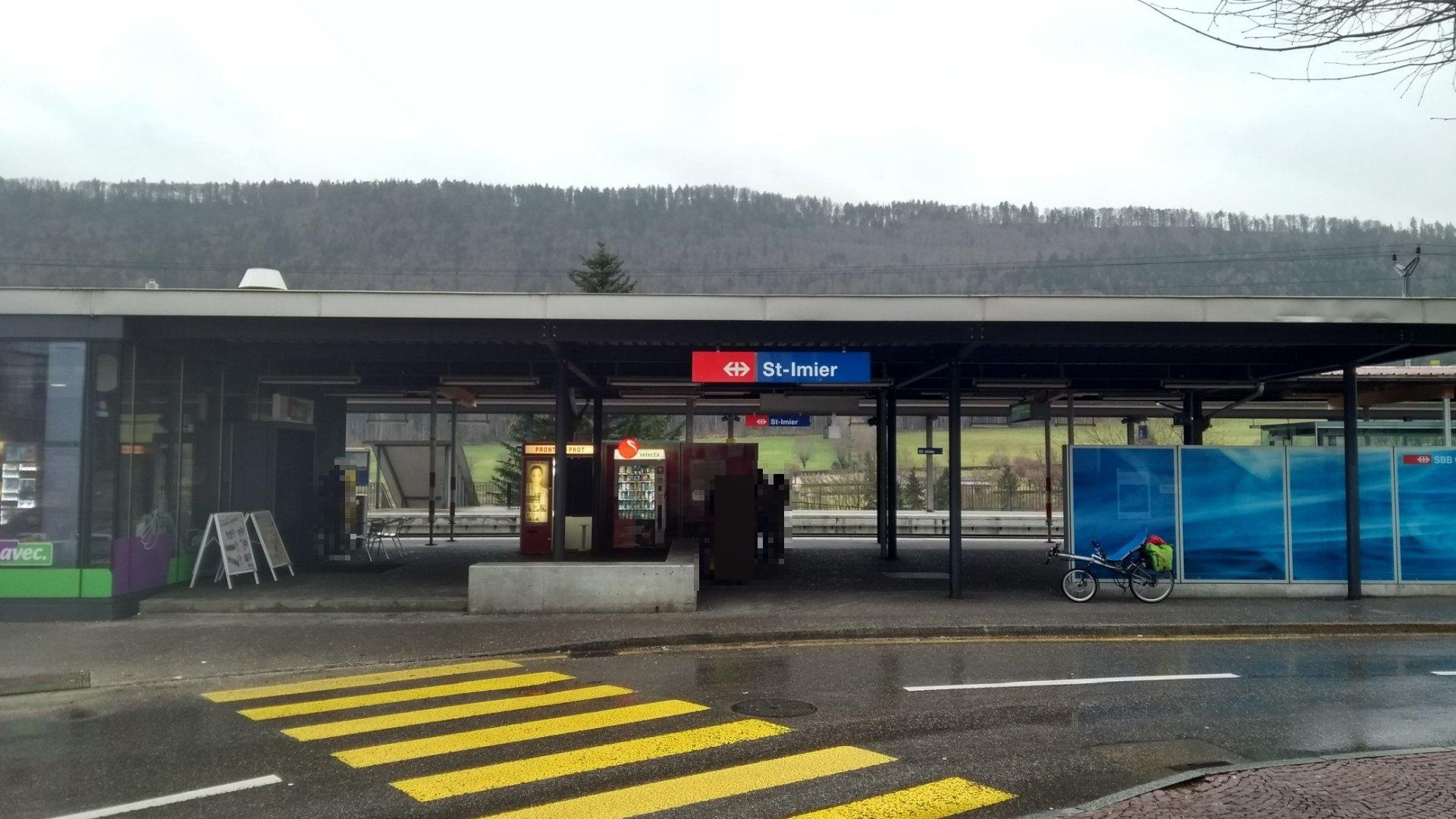
Železniční stanice St-Imier

Obec má dobré dopravní spojení. Leží na frekventované hlavní silnici z Bielu do La Chaux-de-Fonds a na kantonální silnici z Tramelanu přes Saint-Imier a průsmyk Col des Pontins do údolí Val de Ruz.
Železniční trať z Bielu do Convers byla otevřena 30. dubna 1874 se stanicí v Saint-Imier. Místní autobus, autobusová linka na Chasseral (pouze v létě) a linka Postbusu ze Saint-Imier do Tramelanu zajišťují doplňkové spoje veřejné dopravy.
Od roku 1903 jezdí na Mont Soleil lanová dráha (Funiculaire Saint-Imier – Mont-Soleil).